# Kunstverein Offenburg-Mittelbaden

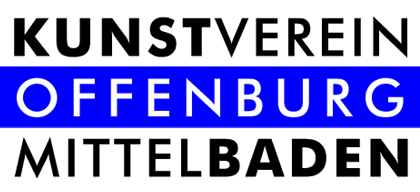
Logo des Kunstverein Offenburg-Mittelbaden

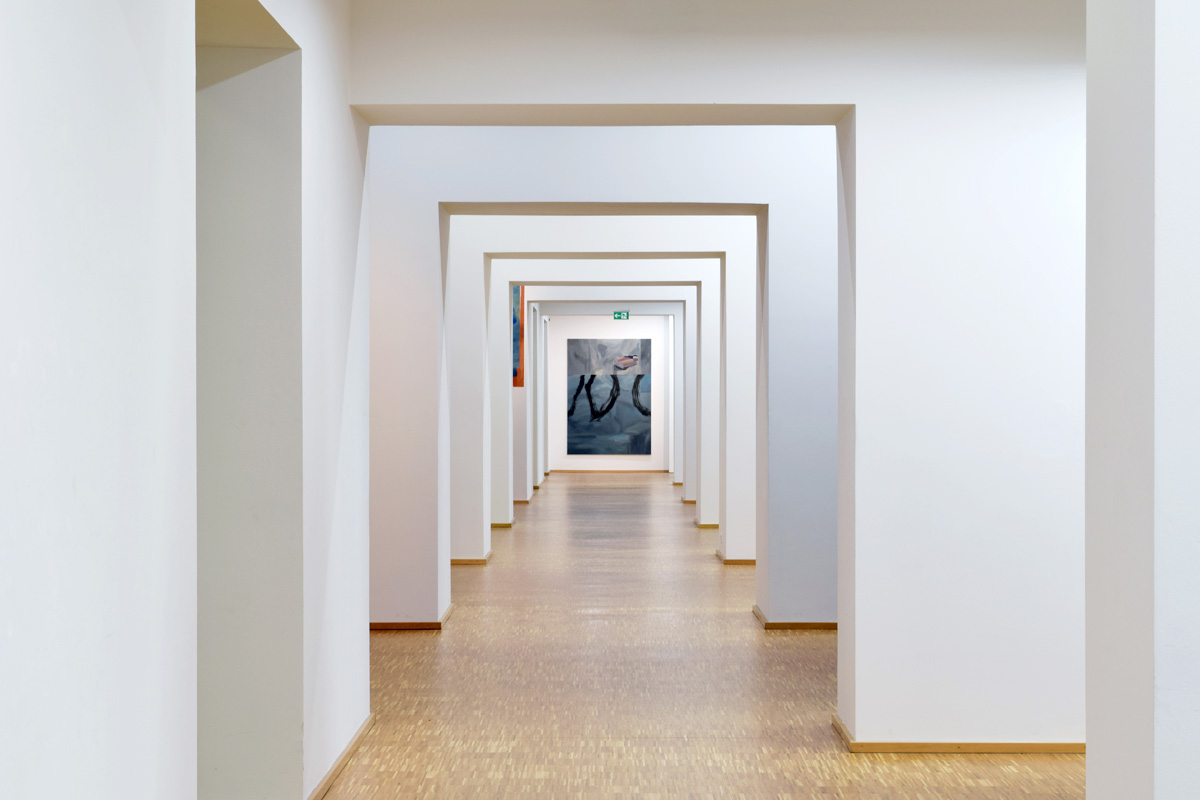
Kunstverein Offenburg 2017, während der Ausstellung Flurstück von Johannes Mundinger

Der Kunstverein  Offenburg-Mittelbaden wurde 1996 gegründet und zeigt auf 600 Quadratmetern in Wechselausstellungen Werke von Künstlern aus dem In- und Ausland. Er befindet sich auf dem Offenburger Kulturforum, über den Räumlichkeiten der Städtischen Galerie.

## Geschichte
Der Kunstverein Offenburg-Mittelbaden wurde am 28. Januar 1996 gegründet. Die Stadt Offenburg hatte damals unter Oberbürgermeister Wolfgang Bruder den Impuls für einen von bürgerschaftlichem Engagement getragenen Kunstverein gegeben.
Die Künstlerin Jutta Spinner, die bereits den Kunstverein Mittleres Kinzigtal aus der Taufe gehoben hatte, war dann zusammen mit ihrem Mann Ulrich Spinner und anderen Persönlichkeiten aus Kultur und Politik treibender Motor der Aktivitäten um die Gründung des Offenburger Kunstvereins. Zehn Jahre  war Jutta Spinner Vorsitzende des künstlerischen Beirats und prägte so   die Arbeit und Entwicklung des Vereins. Der erste Vorsitzende war Ulrich Borsi, gefolgt von Ulrich Spinner.
1997 war das erste Jahr mit Ausstellungsbetrieb; seitdem wurden etwa 50 Schauen gezeigt. In der Folge wechselten sich bekannte Künstler und Newcomer ab: Lothar Quinte, Günther Förg, Georg Baselitz und Werner Tübke zeigten im Kunstverein Offenburg ebenso ihre Werke wie Daniel Kojo Schrade, Tanja Mohr und Ottmar Hörl.
Auch Künstler aus der Region waren immer wieder vertreten, wie   Rainer Braxmaier, Rainer Nepita, Gabi Streile, Werner Schmidt und Raymond E. Waydelich.
Seinen 10. Geburtstag feierte der Kunstverein im Juli 2007 mit einer großen Ausstellung im Museum im Ritterhaus in Offenburg. Die Retrospektive präsentierte mit 100 Werken von 35 Künstlern, die bereits beim Kunstverein Offenburg-Mittelbaden ausgestellt hatten, einen Rückblick auf zehn Jahre intensive Kunstaktivität.
2006–2007 wurden die Ausstellungsräume des Kunstvereins auf dem Offenburger Kulturforum renoviert und erweitert. Während der zweijährigen Umbauphase zeigte der Verein ein reduziertes Programm zu Gast bei anderen Einrichtungen. Seit der Wiedereröffnung der neuen vergrößerten Räume verfügt er in seinen Räumen auf dem Kulturforum über eine Ausstellungsfläche von nahezu 600 Quadratmetern mit professioneller Ausstattung.

## Vorsitzende
- 1996–1999: Ulrich Borsi
- 1999–2003: Ulrich Spinner
- 2003–2011: Cornelia Woll (†)
- 2011–2015: Axel Zwach
- seit 2015: Fred Gresens[4]